# 汉斯·欣塞尔曼

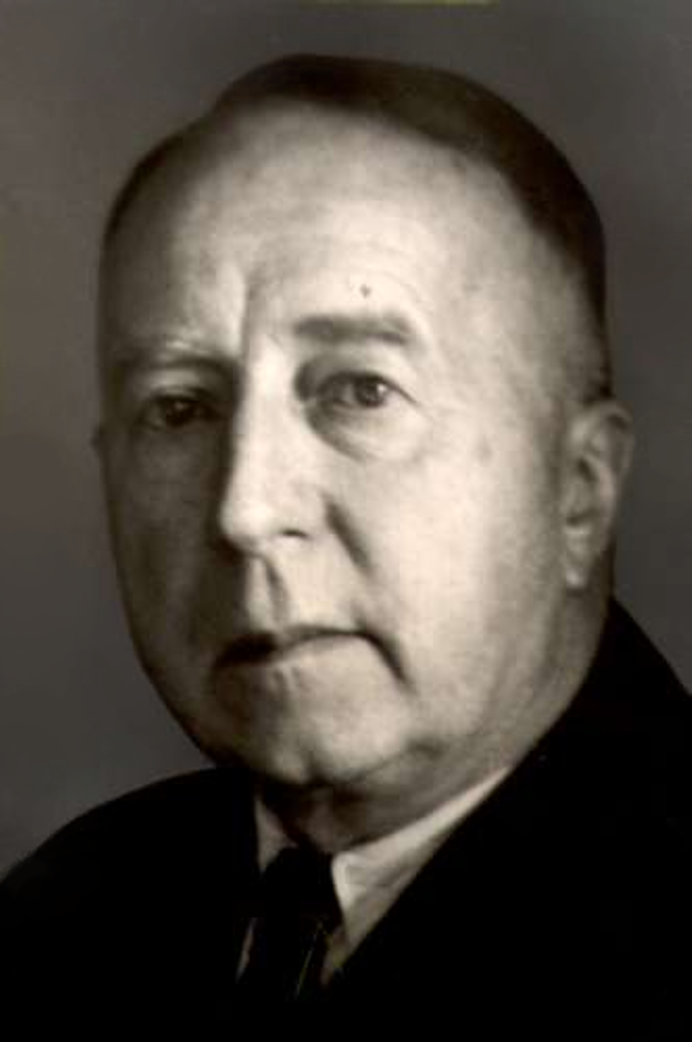
Hans Hinselmann

汉斯·欣塞尔曼（德语：Hans Hinselmann，1884年-1959年），德国医学家。他在医学上的贡献是发明了阴道镜。

## 生平
1884年8月，汉斯·欣塞尔曼生于新明斯特。1908年毕业于基尔大学医学院。1959年，逝世于汉堡。